# 로카스피날베티
로카스피날베티(이탈리아어: Roccaspinalveti)는 이탈리아 아브루초주 키에티도에 있는 코무네이다.